# Rogue One: A Star Wars Story (bande originale)
Pour les articles homonymes, voir Rogue One: A Star Wars Story.
Albums de Michael Giacchino
Doctor Strange
(2016) The Book of Henry
(2017)
Bandes originales de Star Wars
Le Réveil de la Force
(2015) Les Derniers Jedi
(2017)
La bande originale de Rogue One: A Star Wars Story a été composée par Michael Giacchino. Elle est sortie le 16 décembre 2016. 
Parmi les films de la saga Star Wars, il s'agit du second dont la musique n'a pas été composée par John Williams (le premier étant The Clone Wars). Le film a la particularité d'avoir trouvé son compositeur à peine plus d'un mois avant la sortie au cinéma du long métrage, Alexandre Desplat, le compositeur engagé précédemment, s'étant trouvé indisponible pour achever les musiques. Certaines notes des musiques sont cependant puisées dans celles de John Williams composées pour les autres films.

## Développement
En mars 2015, lors d'un entretien avec Radio Classique, le compositeur français Alexandre Desplat révèle qu'il va à nouveau collaborer avec Gareth Edwards après Godzilla (2014).
« Quand j'ai vu le premier film de Gareth Edwards, qui s'appelait Monsters, j'ai été vraiment époustouflé par son talent, et j'ai donc accepté immédiatement. Et la bonne nouvelle, c'est que l'on va refaire un film ensemble très, très bientôt, qui est un spin-off de Star Wars. Donc, c'est très, très excitant. »
En composant la musique de ce film, Alexandre Desplat est le premier à succéder à John Williams pour une œuvre de Star Wars (hors films et séries d'animation et jeux vidéo).
En avril 2016, Alexandre Desplat n'a toujours rien vu du film, si ce n'est sa première bande-annonce. Lors de la première londonienne du film Florence Foster Jenkins le 12 avril, le compositeur confirme que l'orchestration débutera dans quelques semaines,. Lors de la sortie de la nouvelle bande-annonce de Rogue One: A Star Wars Story, il est certifié par Lucasfilm que le compositeur de la musique du film est bien Alexandre Desplat.
Trois mois avant la sortie du film, le compositeur Alexandre Desplat est remplacé par Michael Giacchino (Oscar de la meilleure musique de film pour Là-haut en 2008) car le film étant reparti en tournage, le calendrier d'Alexandre Desplat ne lui permet plus d'être disponible pour composer la musique de Rogue One: A Star Wars Story. En effet, le compositeur est déjà en train de travailler sur le film Valérian et la Cité des mille planètes de Luc Besson. Michael Giacchino est déjà connu pour avoir collaboré avec Disney sur de nombreux films. Quand il commence à travailler sur la musique de Rogue One: A Star Wars Story, le nouveau compositeur ne dispose plus que de quatre semaines et demi pour la composer et ne souhaite pas écouter les précédents enregistrements d'Alexandre Desplat. 
Michael Giacchino clame que sa musique puise ses inspirations dans la musique de John Williams (compositeur à l'origine de la musique de films à succès et notamment des films de la saga Star Wars) en affirmant que ce dernier prend lui-même pour inspirations le film Flash Gordon et s'inspire de compositeurs tels que Gustav Holst. Il soutient cependant que ce qu'il a composé est nouveau à « 95 % » et que le reste des notes n'est qu'un « accent » puisé dans les musiques de John Williams. Aussi, lors de l'orchestration, Michael Giacchino dit avoir reçu de l'aide du frère de John Williams, Don Williams pour maîtriser les timbales, ce qui peut dans le film montrer des « moments très chaotiques ». 

## Liste des titres
| 1.      | He's Here For Us              | 3:20 |
| 2.      | A Long Ride Ahead             | 3:56 |
| 3.      | Wobani Imperial Labor Camp    | 0:55 |
| 4.      | Trust Goes Both Ways          | 2:45 |
| 5.      | When Has Become Now           | 1:59 |
| 6.      | Jedha Arrival                 | 2:48 |
| 7.      | Jedha City Ambush             | 2:19 |
| 8.      | Star-Dust                     | 3:47 |
| 9.      | Confrontation on Eadu         | 8:06 |
| 10.     | Krennic's Aspirations         | 4:16 |
| 11.     | Rebellions Are Built on Hope  | 2:56 |
| 12.     | Rogue One                     | 2:05 |
| 13.     | Cargo Shuttle SW-0608         | 4:00 |
| 14.     | Scrambling the Rebel Fleet    | 1:33 |
| 15.     | AT-ACT Assault                | 2:55 |
| 16.     | The Master Switch             | 4:03 |
| 17.     | Your Father Would Be Proud    | 4:52 |
| 18.     | Hope                          | 1:38 |
| 19.     | Jyn Erso & Hope Suite         | 5:52 |
| 20.     | The Imperial Suite            | 2:30 |
| 21.     | Guardians of the Whills Suite | 2:53 |
| 1:09:28 |                               |      |